# Song Seon-ho
Song Seon-ho (* 24. Januar 1966) ist ein ehemaliger südkoreanischer Fußballspieler und heutiger -trainer. Er spielte während seiner aktiven Spielerlaufbahn ausschließlich für die Yukong Elephants. Zuletzt stand er als Trainer bei Bucheon FC 1995 unter Vertrag.

## Karriere als Spieler

### Ausbildung
Seon-ho fing seine Ausbildung an der Yongdungpo Technical High School in Seoul an. Danach ging er von 1983 bis 1987 an die Universität Incheon und schloss dort seine Ausbildung ab. Er ging anschließend in die K League zu Yukong Elephants.

### Spielerkarriere
Seon-ho blieb bis zum Karriereende bei den Yukong Elephants. In seiner Zeit bei den Yukong Elephants, lief er insgesamt 146 mal auf und erzielte vier Tore dabei. Sein größter Erfolg war die Meisterschaft 1989. Ende 1996 beendete er mit 30 Jahren seine Aktive Spielerlaufbahn und verließ den Verein.

## Karriere als Trainer

### Verschiedene Stationen und Aufgaben (1997–2013)
Nach seiner aktiven Spielerlaufbahn, heuerte er 1997 als Co-Trainer an seiner alten Yongdungpo Technical High School an. 2001 verließ er seine alte Schule und ging zur Moonil High School, um dort ebenfalls als Co-Trainer zu arbeiten. Mitte 2001 verließ er aber schon die Moonil High School wieder und ging zu Samick Musical FC, einen Amateurverein. Dort fungierte er als Trainer. Ende 2001 verkündete sein ehemaliger Verein, ihn als Scout verpflichtet zu haben. Bis 2008 hatte er diese Funktion inne. Mitte 2008 übernahm er anschließend die 2. Mannschaft vom mittlerweile umbenannten Verein Jeju United. Ende 2009 gab er seinen Posten als Trainer der 2. Mannschaft wieder ab und wurde erneut Scout für die 1. Mannschaft. Mitte 2013 verließ er überraschend seinen Verein und ging zur Gwangmyeong Technical High School, wo er den Posten des Co-Trainer übernahm. Ende 2013 bekam er von Bucheon FC 1995 den Posten des Co-Trainers angeboten, welchen er auch annahm und ab 2014 den Posten des Co-Trainers übernahm.

### Bucheon FC 1995-Zeit (2014–2016)
Mitte 2015 wurde der Trainer, Choi Jin-han aufgrund schlechter sportlicher Ergebnisse als Trainer entlassen und Seon-ho übernahm Interimsweise den Trainerposten. Unter Seon-ho, stabilisierte sich der Verein wieder und kämpfte sich anschließend bis auf Platz 5 wieder vor. Gegen Ende der Saison wurde er zum Trainer befördert. Im Oktober 2016 musste er aufgrund AFC-Champions-League-Regularien seinen Posten kurzzeitig abgeben. Hintergrund war, dass er mit seiner Mannschaft im Korean FA Cup bis in das Halbfinale vorrückte und für den Fall, dass die Mannschaft das Halbfinale gegen den FC Seoul gewonnen hätte, im Finale gestanden hätte und sich durch den Finaleinzug für die AFC Champions League qualifiziert hätte, was aber eine Trainerlizenz der Klasse P gebräucht hätte, die er nicht innehatte. Jeong Kab-seok übernahm für ihn Interimsweise. Nachdem der Verein gegen den FC Seoul mit 0:1 verloren hatte, konnte sich der Verein nicht mehr für die AFC Champions League qualifizieren, weshalb er den Posten des Trainers wieder bekam. Mit Bucheon scheiterte er in den anschließend durchgeführten Play-off-Spielen gegen Gangwon FC mit 0:1. Zur Saison 2017, wechselte er von Bucheon FC 1995 zu Asan Mugunghwa FC und übernahm dort den Trainerposten.

### Gegenwart (Seit 2017)
Mit der Mannschaft von Asan Mugunghwa FC, konnte er allerdings die gesteckten Ziele nicht erreichen. Statt den Direkten Aufstieg, beendete der Verein auf Platz 3 die Saison. In den anschließenden Play-off-Spielen konnte er zwar mit seinem Team Seongnam FC schlagen, im Play-off-Finale scheiterte er aber an Busan IPark. Am Saisonende wurde er anschließend als Trainer entlassen. Nach seiner Entlassung blieb er bis zum 31. Oktober Vereinslos, ehe sein ehemaliger Arbeitgeber Bucheon FC 1995 ein Vertragsangebot machte, welches er annahm. Er übernahm daraufhin kurz vor Saisonende die Mannschaft von Bucheon FC 1995 wieder.

## Erfolge

### Als Spieler
- 1× K-League-Meisterschaft: 1989